# Edmund Thormählen
Edmund Gustaf Thormählen (Gotemburgo, 21 de julho de 1865 — Kungsbacka, 13 de novembro de 1946) foi um velejador sueco, medalhista olímpico. Ele competiu nos Jogos Olímpicos de Verão de 1908 e conquistou a medalha de prata como tripulante do Vinga ao lado de Carl Hellström, Eric Sandberg, Erik Wallerius e Harald Wallin. Thormählen está enterrado no Östra kyrogården em sua cidade natal.